# Mariah Carey (албум)
Mariah Carey е едноименният първият албум на американската поп певица Марая Кери, издаден през юни 1990 г. С повече от 17 милиона продажби се счита за един от най-успешните дебютни албуми в историята.

## Списък с песните

### Оригинален траклист
1. „Vision of Love“ – 3:30
2. „There's Got to Be a Way“ – 4:53
3. „I Don't Wanna Cry“ – 4:48
4. „Someday“ – 4:08
5. „Vanishing“ – 4:12
6. „All in Your Mind“ – 4:45
7. „Alone in Love“ – 4:12
8. „You Need Me“ – 3:51
9. „Sent from up Above“ – 4:04
10. „Prisoner“ – 4:24
11. „Love Takes Time“ – 3:49

### Австралийски промо диск
1. „Профил на Марая Кери“
2. „Отговори на интервюто“
3. „Vanishing“ (на живо)
4. „Don't Play That Song“ (на живо)